# Mont Sacré de Crea
Le Mont Sacré de Crea est un calvaire édifié à partir de la fin du XVIe siècle, au-dessus de la petite commune de Ponzano Monferrato, située dans l'actuelle province d'Alexandrie dans le Piémont, sur l'un des sommets les plus élevés de l'ancienne région historique —autrefois un duché — de  Monferrat. Il a été inscrit le 3 juillet 2003, avec huit autres calvaires du Piémont et de la Lombardie sur la Liste du patrimoine mondial au titre des biens culturels par l’Unesco.

## Situation
Le Mont Sacré de Crea, construit à partir de 1589 comme complément d’un sanctuaire marial préexistant, se trouve sur l’un des sommets les plus hauts du  Monferrato (455 m), dominant ainsi les collines avoisinantes. Les quatre cents ans de son passé avec ses vicissitudes historiques : l’époque de la Contre-Réforme, puis l’influence de certaines familles nobles du Monferrato et enfin le retour de l’ancien esprit mystique et pieux avec l’arrivée des Frères mineurs de l'Observance, n’ont nullement perturbé l’intégrité du lieu de culte, synthèse parfaite entre religion, architecture et nature.
Les 23 chapelles suivent un parcours qui va à l’encontre des mystères de la vie de Marie et de Jésus, avec de très belles statues en plâtre et terre cuite qui illustrent les différents événements. Le Sanctuaire d’origine romane, fut modifié plusieurs fois au cours des siècles. L’intérieur de l’église, à trois nefs, conserve d’importantes œuvres picturales parmi lesquelles se distingue le cycle de fresques sur les « histoires de sainte Marguerite d’Antioche » du XVe siècle, l’un des témoignages picturaux les plus importants du Piémont.
En 1980 le Mont a été confié à la Région du Piémont qui en a fait un parc naturel.

## Histoire
En 1589 le prieur Costantino Massino décida d’édifier un Mont Sacré à côté du couvent déjà existant. On connait peu ses intentions mais il fut certainement très influencé par la construction du Mont Sacré de Varallo et par la diffusion dans le nord de l’Italie de l’esprit de la Contre-Réforme. Juste devant l’église fut construite la première chapelle par le Duc en personne. Le projet prévoyait 15 chapelles, distribuées le long d’un parcours qui montait à la cime du mont par le nord, pour ensuite redescendre par le sud. On ne construisit que peu de ces chapelles. Dix ans plus tard fut mis au point un nouveau projet, de 40 chapelles, qui promettait d’égaler l’ampleur de celui de Varallo. L’importance du nouveau projet nécessita la participation des feudataires du Monferrato et de la Communauté de Crea.
Suivirent ensuite durant le XVIIe siècle des périodes alternées de guerre et de paix, et durant ces dernières ont été réparés les dommages subis tout en continuant les travaux. Le projet complet ne fut jamais porté à terme, et au début du XVIIIe siècle le parcours avançait de manière tortueuse entre éboulis et chapelles détruites. La dégradation s’accentua ensuite avec la suppression du couvent en 1801, quand les terrains et les édifices furent distribués à des particuliers. Cette évolution prit fin seulement en 1820 avec la reconstruction du couvent et la restauration de l’église qui fut confiée aux Frères mineurs de l'Observance qui ramenèrent à Crea la foi chez les communautés rurales.

En 1887 on commença ensuite à convertir l’ancien parcours en chemin de croix, en détruisant certains groupes de statues présentes dans les chapelles, tout en en récupérant d’autres alors abandonnées.

## Galerie: Quelques images du Mont Sacré de Crea

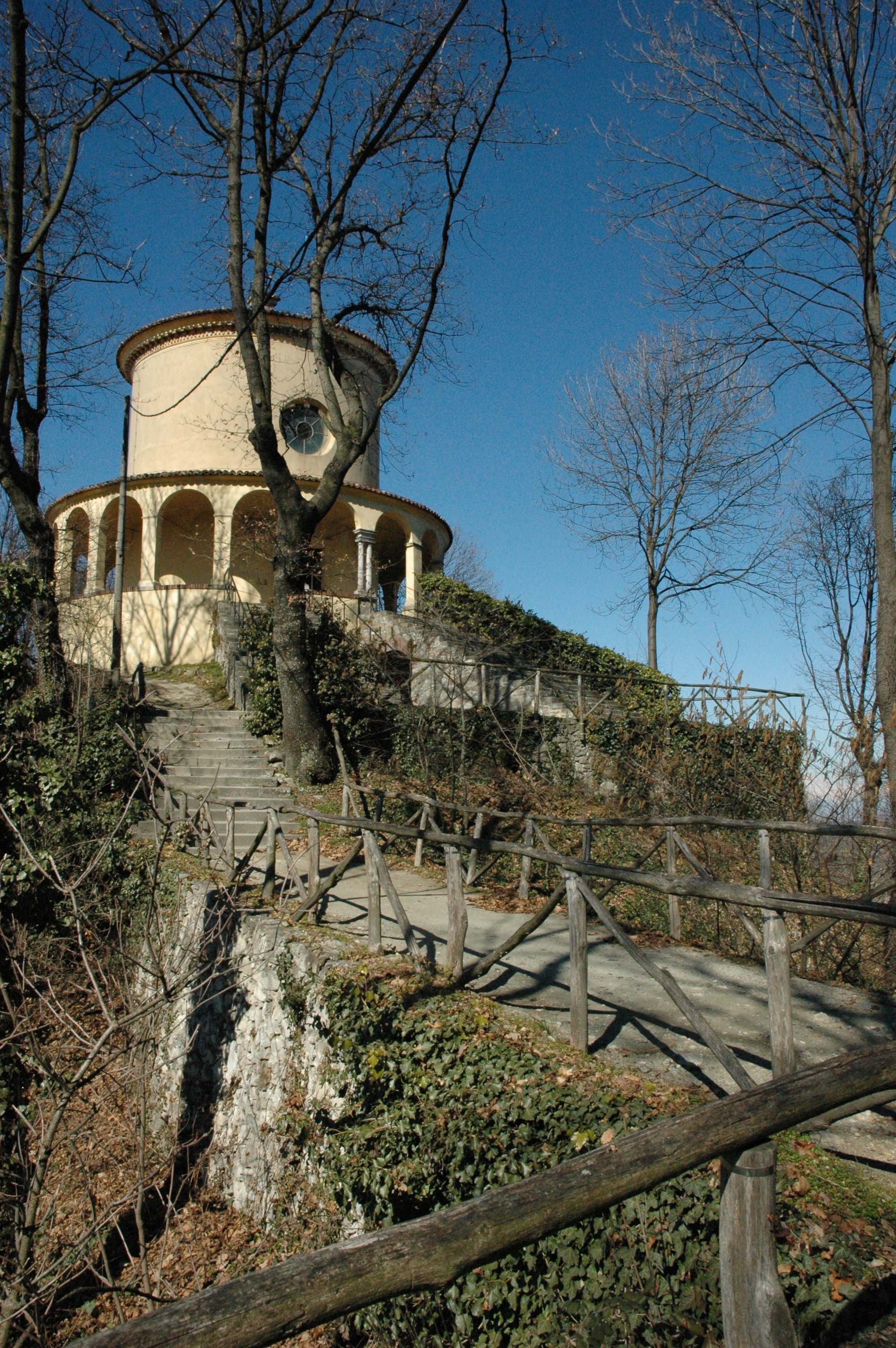
Chapelle du paradis
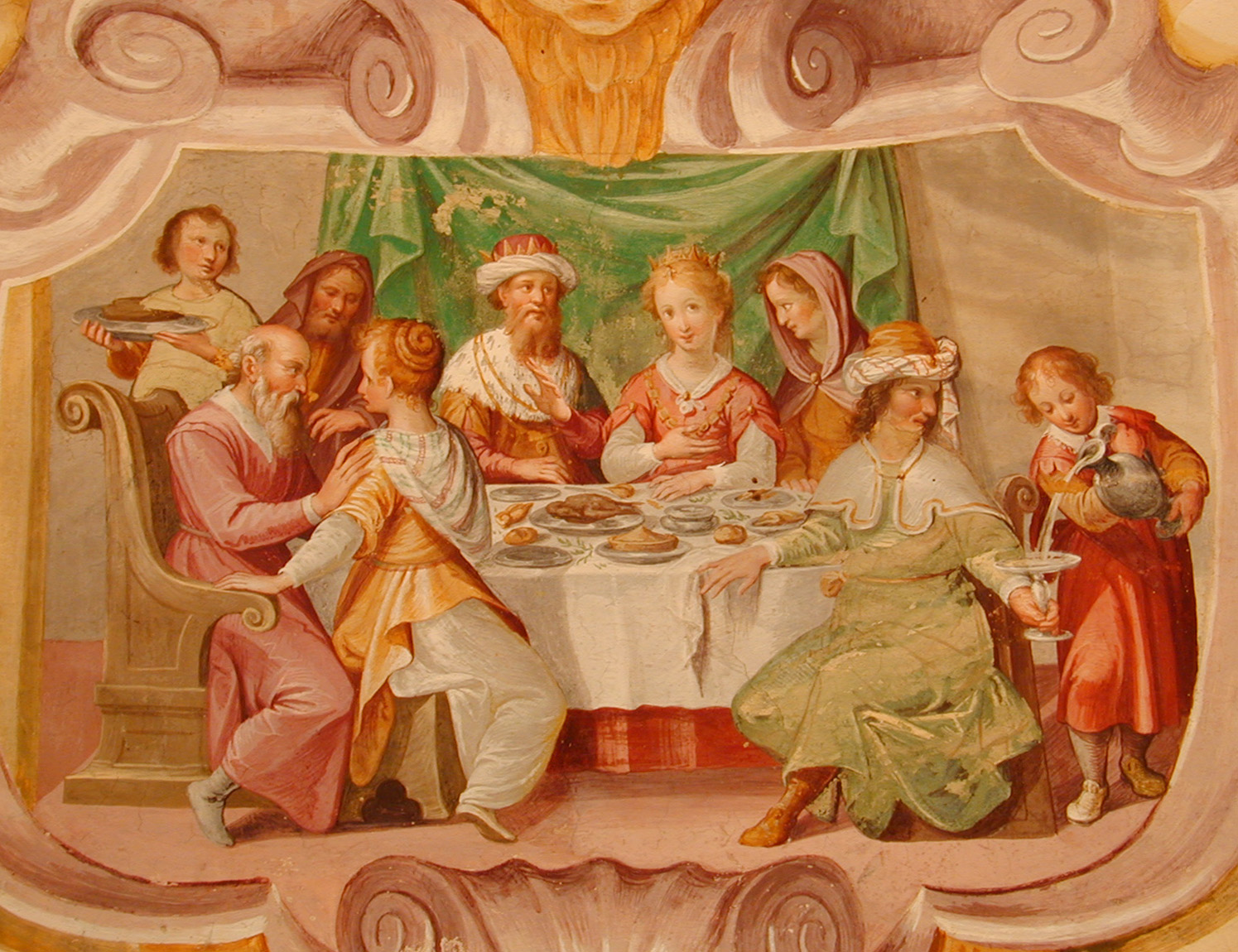
Mont Sacré de Crea
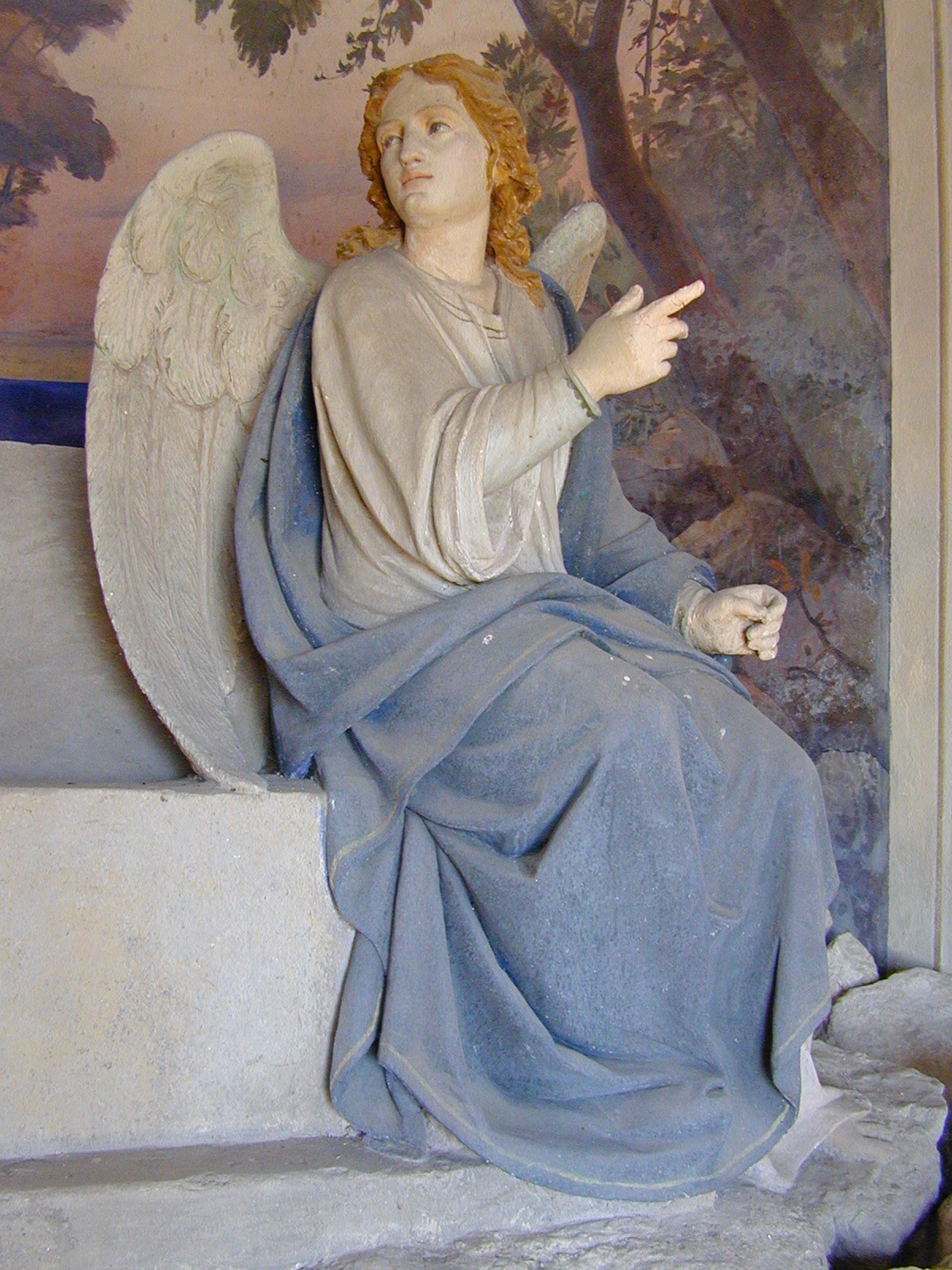
Mont Sacré de Crea
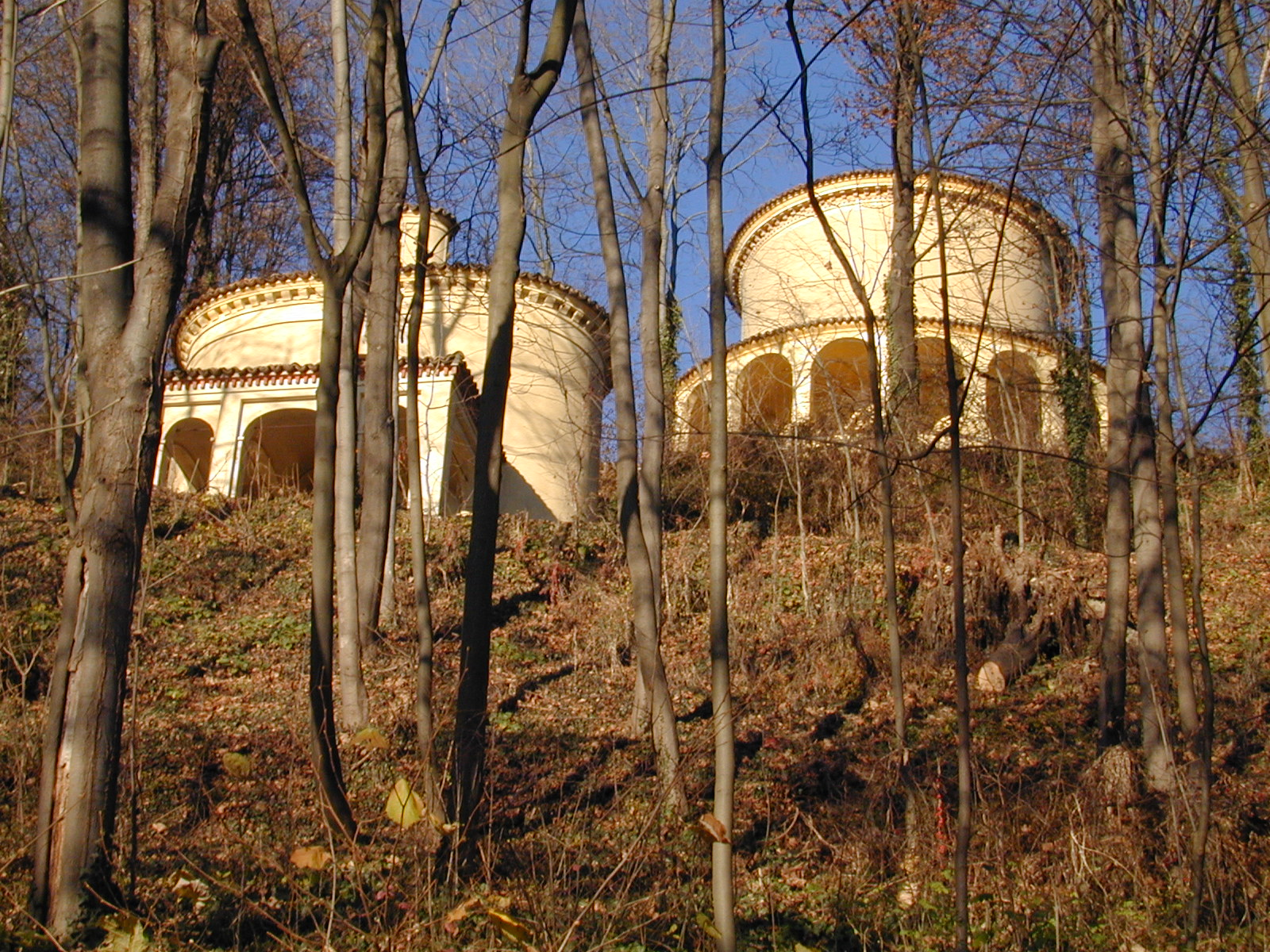
Mont Sacré de Crea Chapelle du Paradis
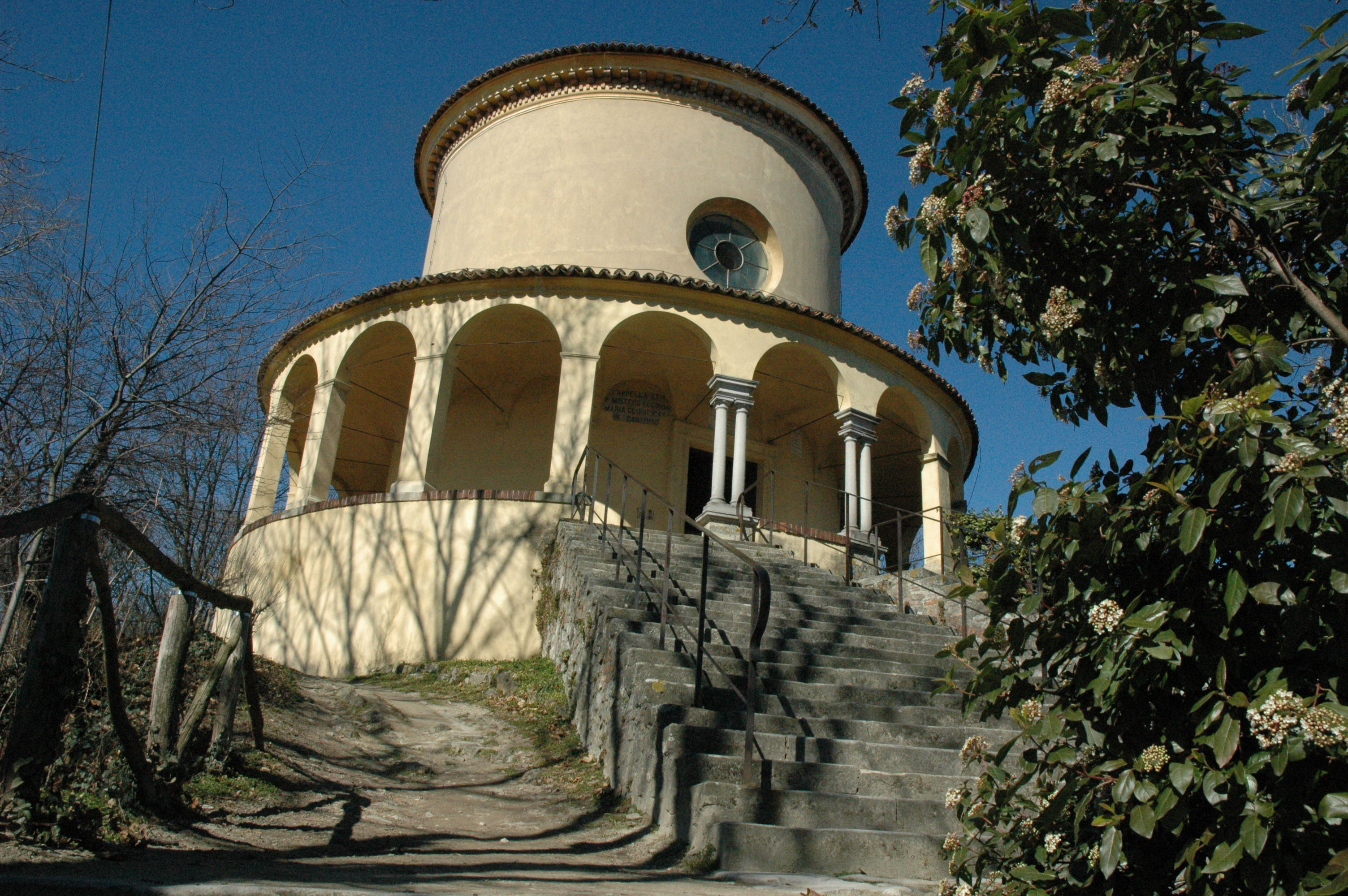
Mont Sacré de Crea Chapelle du Paradis
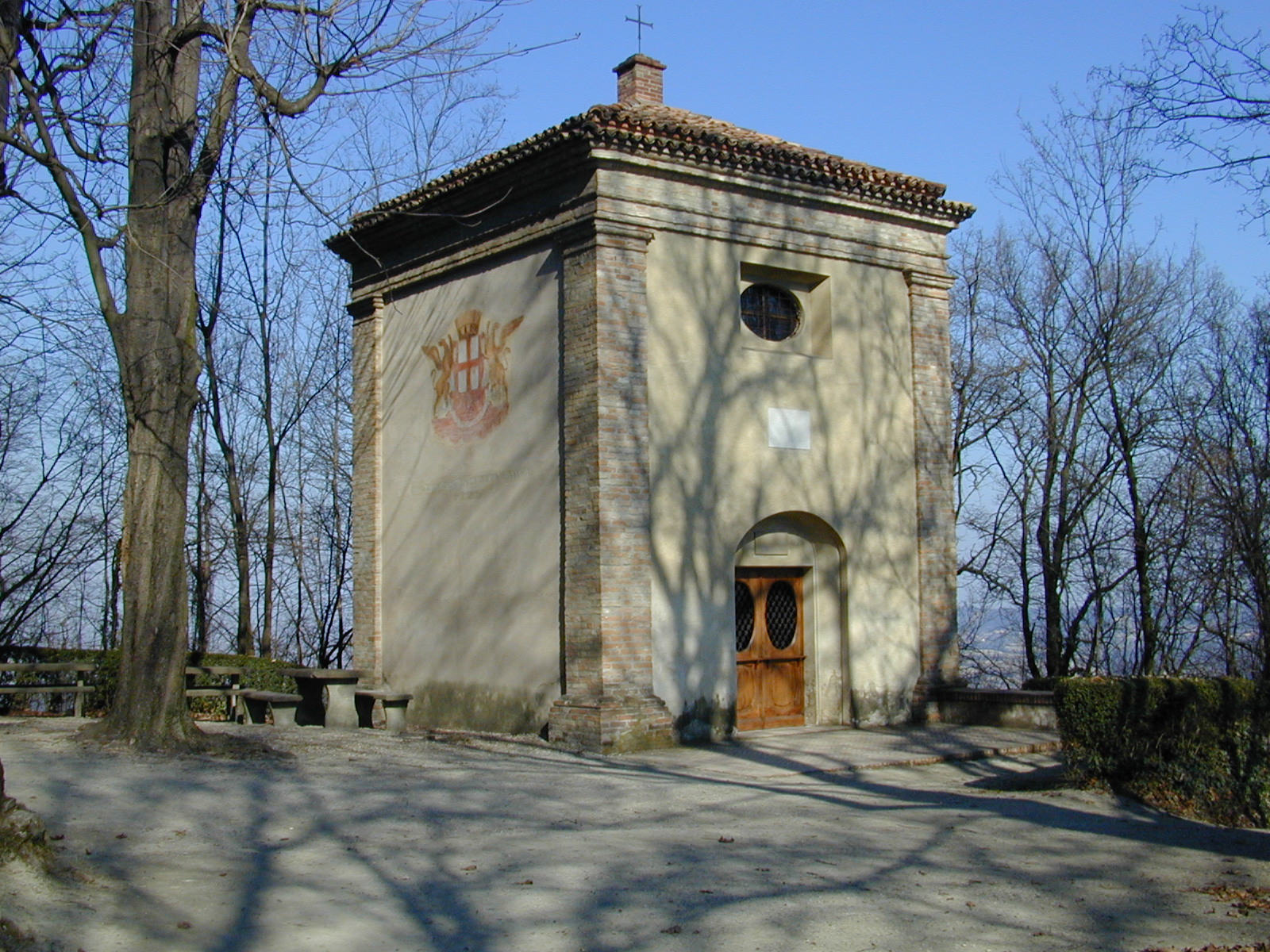
Mont Sacré de Crea
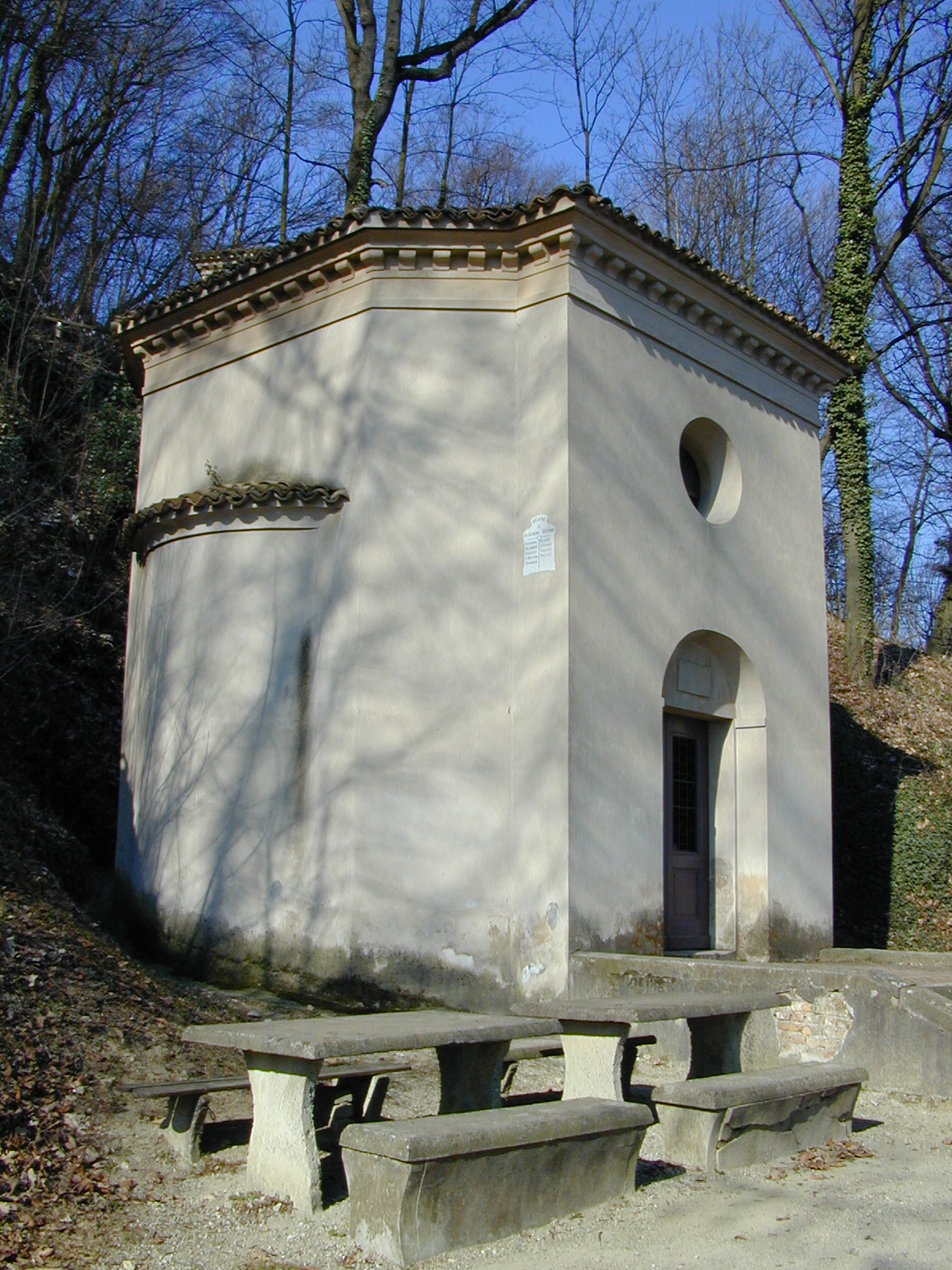
Mont Sacré de Crea Chapelle N° 2
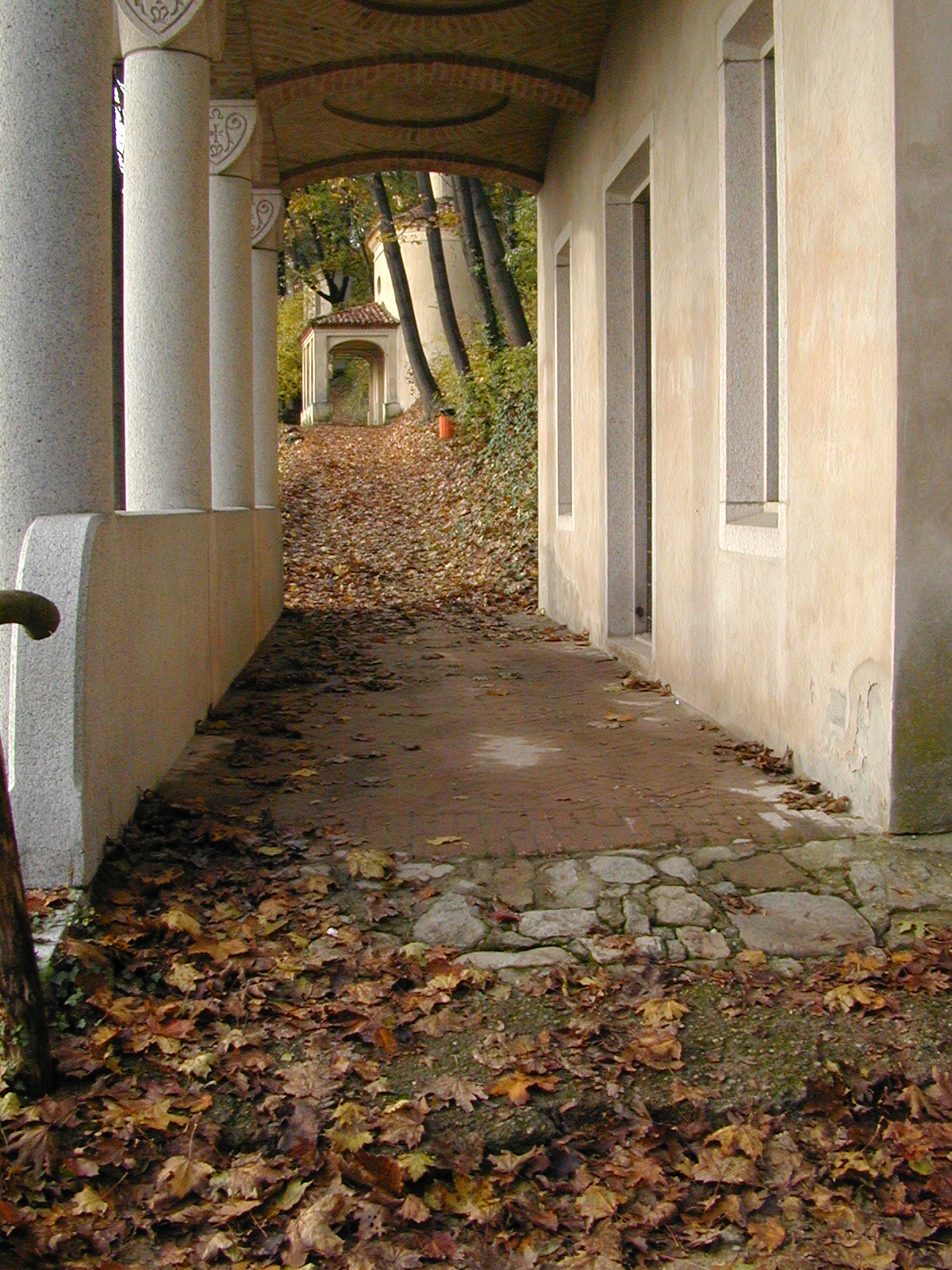
Mont Sacré de Crea Chapelle N° 3
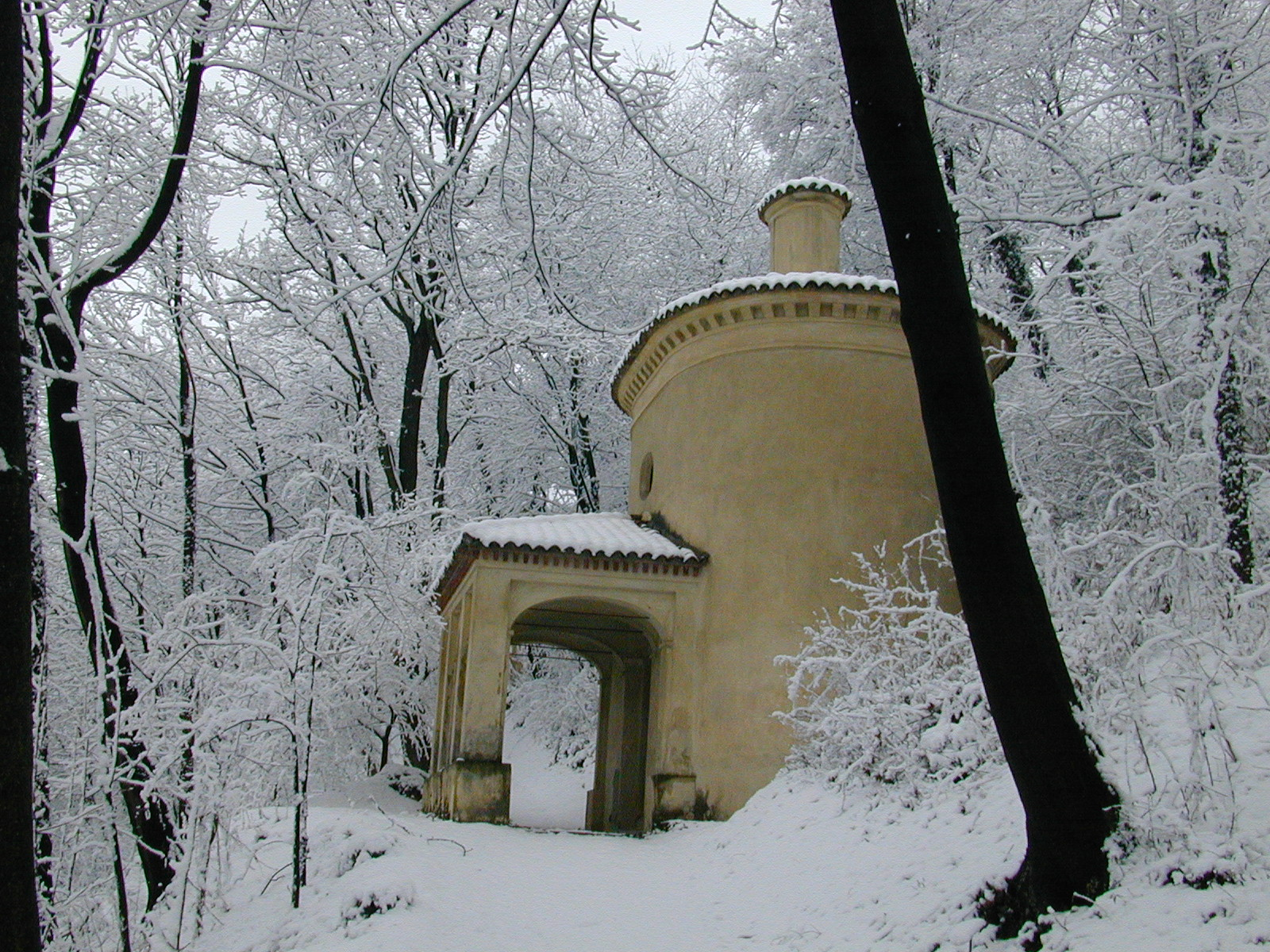
Mont Sacré de Crea Chapelle N° 4
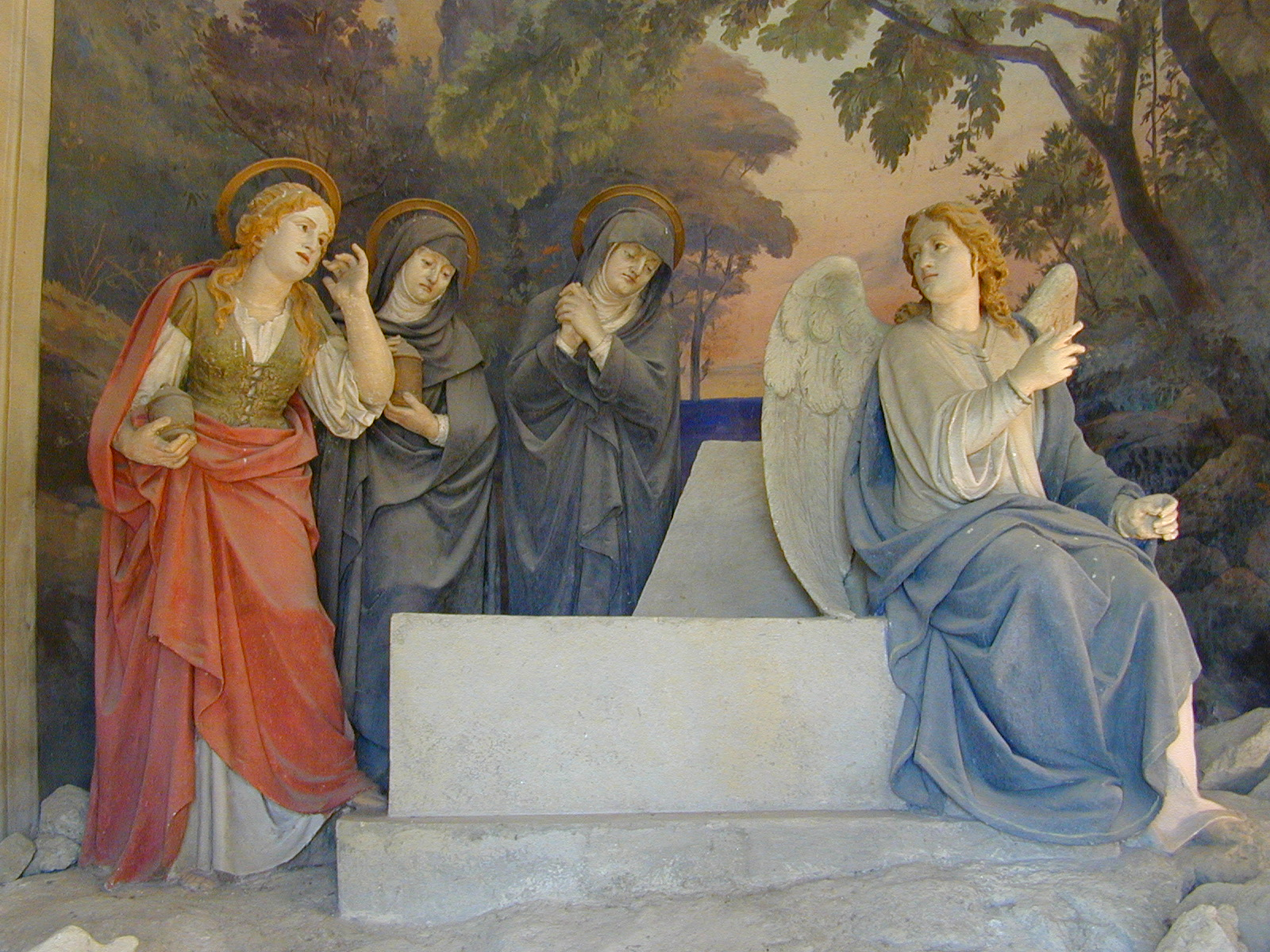
Mont Sacré de Crea
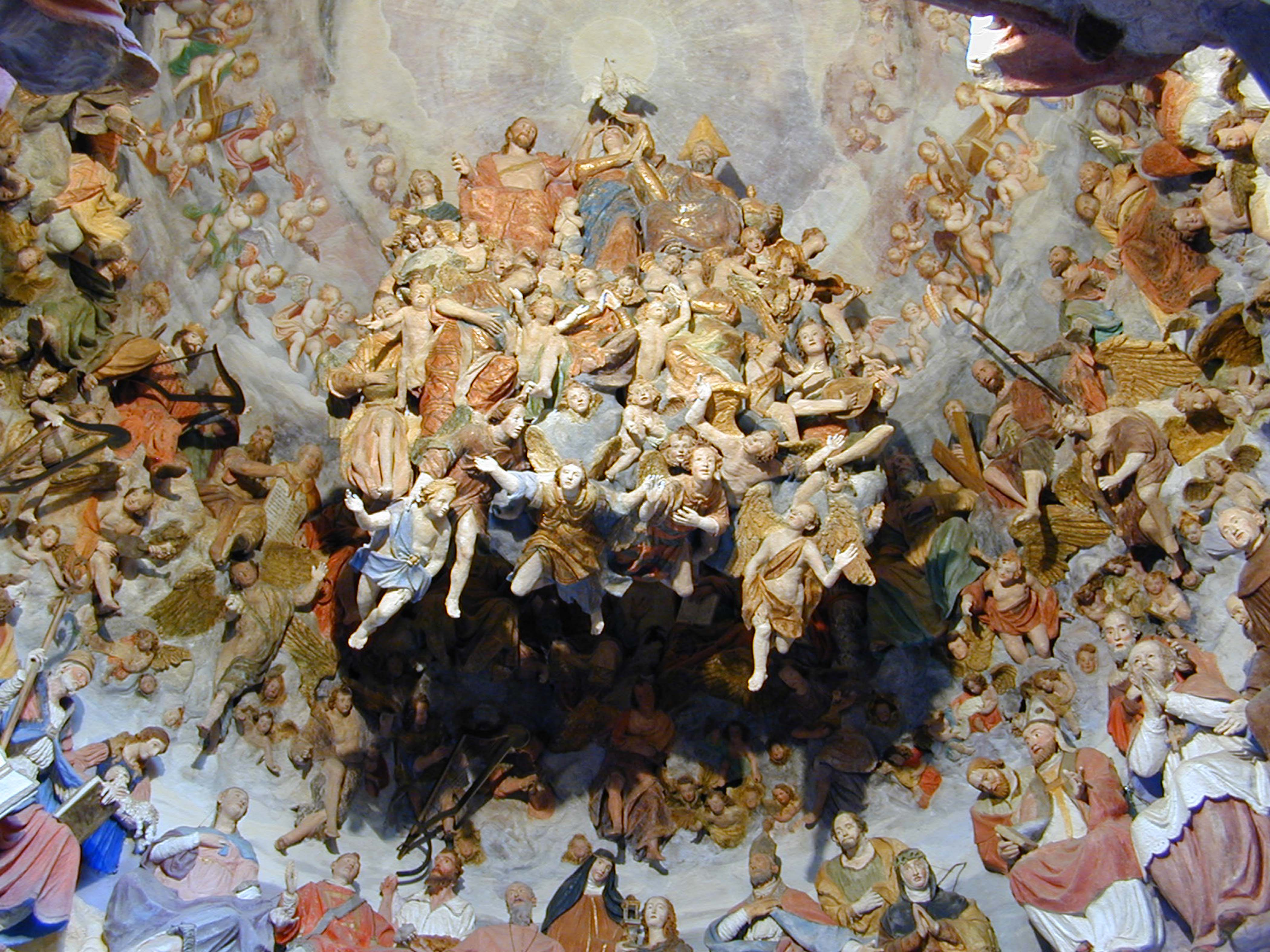
Mont Sacré de Crea Le couronnement de Marie
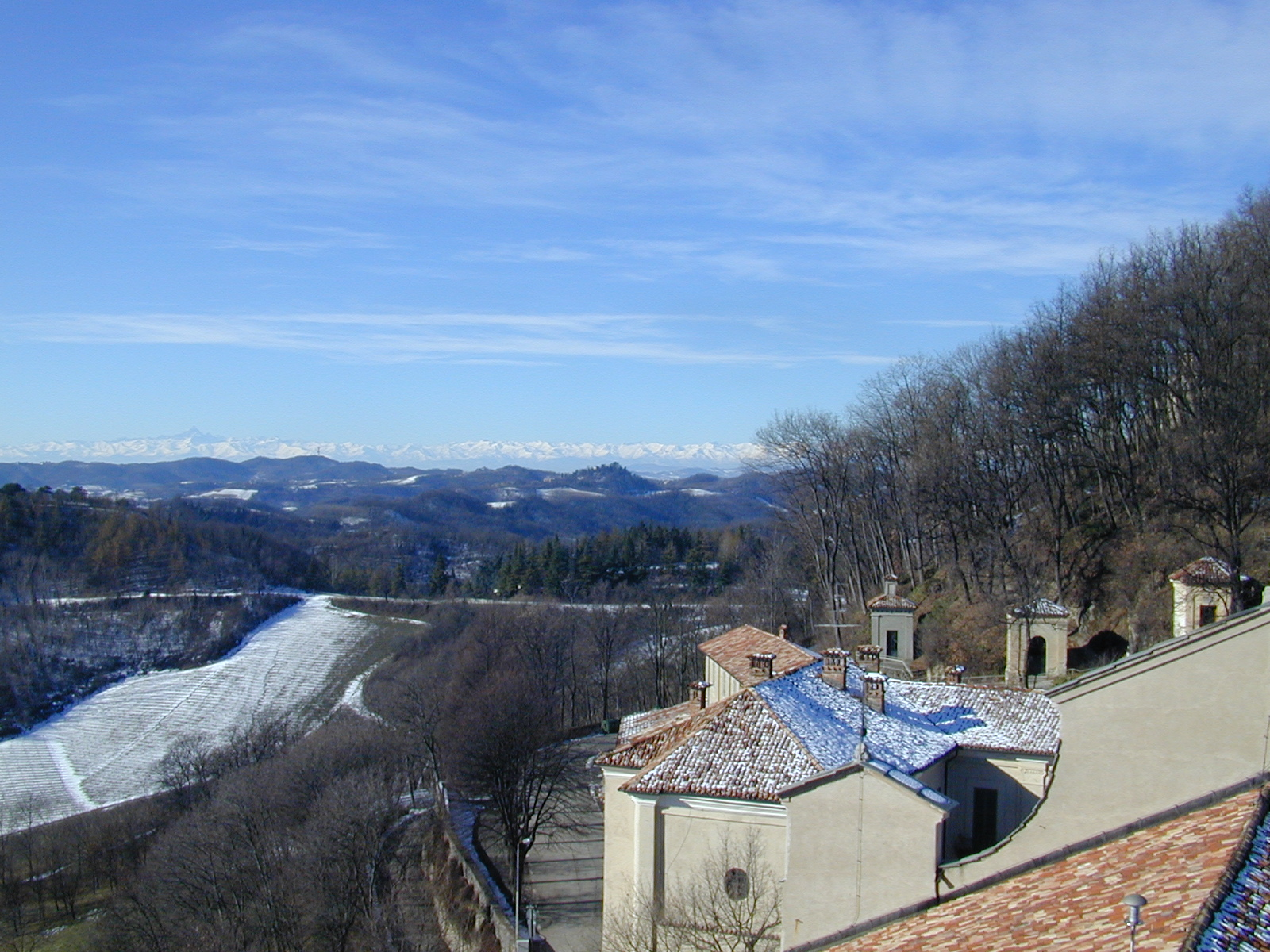
Mont Sacré de Crea Panorama